# Österreichische Ski-Meisterschaften 1914
Die 8. Österreichische Ski-Meisterschaft fand im Rahmen des 8. Verbandswettlaufes des Österreichischen Skiverbandes vom 1. bis 2. Februar 1914 in Kitzbühel im Kronland Tirol statt.
Zum Österreichischen Ski-Meister für 1914 krönte sich der Amerikaner Oliver Perry-Smith vom schlesischen Wintersportverein SC Reifträger Schreiberhau.

## Organisation
Die Ausrichtung der Veranstaltung oblag dem Wintersportverein Kitzbühel.

## Preise
Der Gewinner erhielt die goldene Meister-Plakette des Österreichischen Skiverbandes, die zweit- bis viertplatzierten erhielten Ehrenurkunden.
Der Deutschböhme Franz Buchberger erhielt den Ehrenpreis für den "besten Österreicher". Thorleif Aas bekam den Preis für den "schönsten Sprung".

## Teilnehmer
Zur international offenen Österreichischen Meisterschaft von 1914 gab es zahlreiche Anmeldungen von Sportlern aus dem Deutschen Reich und der Schweiz. Aus Österreich nannten vorwiegend Aktive aus der Steiermark und Böhmen sowie der Titelverteidiger Sepp Bildstein aus Vorarlberg.
Mit Spannung wurde das Antreten des in Sachsen lebenden US-amerikanischen Bergsteiger Oliver Perry-Smith erwartet.
Ihn zu besiegen wurde in den Vorberichterstattungen am ehesten dem letztjährigen Meisterschaftszweiten Paul Rotter zugestanden. Der damals in Hall in Tirol weilende Prager war in ausgezeichneter Form, er gewann kurz zuvor die Ski-Meisterschaft von Tirol und bekam dabei auch den Preis für den schönsten Skisprung zugesprochen. Rotter zog sich nach einem hervorragenden zweiten Rang im Langlauf aber beim Sprunglauf eine Verletzung zu, weshalb er um eine Topplatzierung kam.
Noch schlimmer erging es Rotter ein paar Tage nach der Meisterschaft, als er nach einem 25-Meter-Sprung von der Schanze in Hall in Tirol das Gleichgewicht verlor und über die Böschung in den angrenzenden Inn stürzte. Er stieß dabei auf einen vorstehenden Baumstamm und wurde mit schweren inneren Verletzungen und bewusstlos in das örtliche Krankenhaus gebracht.
Erwähnenswert sind die Teilnahmen des Wiener Alpinisten und Malers Erwin Merlet, des österreichischen Jagdfliegers und Flugpioniers Raoul Stoisavljevic und des damals noch blutjungen Autorennfahrers Walter Delmár aus dem ungarischen Landesteil der Monarchie.

## Senioren-Wettbewerbe

### Seniorenlauf Altersklasse
| Platz | Land | Sportler        | Verein                | Zeit    | Note |
| ----- | ---- | --------------- | --------------------- | ------- | ---- |
| 1     | NOR  | Thorleif Aas    | Norsk Skiklub München | 1:30,46 | ?    |
| 2     | GER  | Karl Gruber     | A.S.C. München        | 1:39,40 | ?    |
| 3     | AUT  | Fritz Rigele    | Skiclub Salzburg      | 1:39,43 | ?    |
| 4     | GER  | Andreas Sattler | MTV München 1879      | ?       | ?    |

Datum: 1. Februar 1914
Streckenlänge: 16 km
Streckenverlauf: Fleckalpe – Sinwelkopf – Kirchberg – Hinterkogel bzw. Münichau – Schwarzsee – Kitzbühel
Höhenunterschied: 700 m
Teilnehmer: 10

### Seniorenlauf 1. Klasse
| Platz | Land | Sportler           | Verein                     | Zeit    | Note |
| ----- | ---- | ------------------ | -------------------------- | ------- | ---- |
| 1     | USA  | Oliver Perry-Smith | SC Reifträger Schreiberhau | 1:22,21 | ?    |
| 2     | AUT  | Paul Rotter        | DEHG Prag                  | 1:24,20 | ?    |
| 3     | GER  | Karl Hannemann     | MTV München 1879           | 1:28,13 | ?    |
| 4     | GER  | Johann Schult      | SC Schliersee              | ?       | ?    |
| 5     | NOR  | Mathias Aas        | Wien                       | ?       | ?    |
| 6     | SUI  | Ernst Bächtold     | SC Davos                   | ?       | ?    |

Datum: 1. Februar 1914
Streckenlänge: 16 km
Streckenverlauf: Fleckalpe – Sinwelkopf – Kirchberg – Hinterkogel bzw. Münichau – Schwarzsee – Kitzbühel
Höhenunterschied: 700 m
Teilnehmer: 16

### Seniorenlauf 2. Klasse
| Platz | Land | Sportler                            | Verein                  | Zeit    | Note |
| ----- | ---- | ----------------------------------- | ----------------------- | ------- | ---- |
| 1     | AUT  | Karl Witzlsperger                   | A. S. C. Wien           | 1:35,12 | ?    |
| 2     | AUT  | Erwin Merlet                        | A. S. C. Wien           | 1:35,13 | ?    |
| 3     | HUN  | Walter Delmár                       | Magyar Skiklub Budapest | 1:36,26 | ?    |
| 4     | AUT  | H. Baumgarten bzw. Hans Baumgartner | SK Innsbruck            | 1:35,56 | ?    |
| 5     | GER  | E. W. Baader                        | A.S.C. München          | ?       | ?    |
|       | ---  |                                     |                         |         |      |
| 8     | AUT  | Lorenz Rigl                         | ?                       | ?       | ?    |

Datum: 1. Februar 1914
Streckenlänge: 16 km
Streckenverlauf: Fleckalpe – Sinwelkopf – Kirchberg – Hinterkogel bzw. Münichau – Schwarzsee – Kitzbühel
Höhenunterschied: 700 m
Teilnehmer: 48

### Hindernislauf
| Platz | Land | Sportler                                                  | Verein               | Zeit | Note |
| ----- | ---- | --------------------------------------------------------- | -------------------- | ---- | ---- |
| 1     | SUI  | Ernst Bächtold                                            | Skiclub Davos        | 3:45 | ?    |
| 2     | NOR  | Erich Solem                                               | SC Salzburg / Aussee | 3:54 | ?    |
| 3     | AUT  | Kuno Baumgartner bzw. Karl Baumgartner bzw. K. Baumgarten | SK Innsbruck         | 4:12 | ?    |
| 4     | AUT  | Karl von Kutschera                                        | ATV Graz             | ?    |      |

Datum: 2. Februar 1914 vormittags
Start: Fleckalm
Teilnehmer: 40

### Sprunglauf Senioren Altersklasse
| Platz | Land | Sportler           | Verein                | Weite            | Note |
| ----- | ---- | ------------------ | --------------------- | ---------------- | ---- |
| 1     | NOR  | Thorleif Aas       | Norsk Skiclub München | 34,0 m / 1 gest. | ?    |
| 2     | GER  | Andreas Sattler    | MTV München 1879      | 31,0 m / 2 gest. | ?    |
| 3     | GER  | Alfred Walter      | A.S.C. München        | 28,0 m / 2 gest. | ?    |
| 3     | GER  | Carl Joseph Luther | ?                     | ?                | ?    |

Datum: 2. Februar 1914 nachmittags
Sprunganlage: Schattbergschanze
Außer Konkurrenz sprang der bekannte Skilehrer Hannes Schneider aus St. Anton am Arlberg 34 m (gestanden) und 36 m (gestürzt).
Teilnehmer: ?
Allgemein wird für den dritten Rang Alfred Walter angegeben, das Illustrierte Österreichische Sportblatt hingegen führt auf dem dritten Platz C. J. Luther.

### Sprunglauf Senioren 1. Klasse
| Platz | Land | Sportler           | Verein                     | Weite            | Note |
| ----- | ---- | ------------------ | -------------------------- | ---------------- | ---- |
| 1     | USA  | Oliver Perry-Smith | SC Reifträger Schreiberhau | 34,5 m / 3 gest. | ?    |
| 2     | AUT  | Josef Bildstein    | Bregenz                    | 29,0 m / 3 gest. | ?    |
| 3     | AUT  | Franz Buchberger   | SSLV Rübezahl Rennerbauden | 25,0 m / 3 gest. | ?    |
| 4     | AUT  | Hans Rucker        | Ö.W.S.C. Wien              | ?                | ?    |

Datum: 2. Februar 1914 nachmittags
Sprunganlage: Schattbergschanze
Teilnehmer: ?

### Sprunglauf Senioren 2. Klasse
| Platz | Land | Sportler                         | Verein            | Weite            | Note |
| ----- | ---- | -------------------------------- | ----------------- | ---------------- | ---- |
| 1     | AUT  | Oberleutnant Raoul Stoisavljevic | Flugfeld Aspern   | 29,0 m / 3 gest. | ?    |
| 2     | AUT  | Karl Gretler                     | V.S.S. Graz       | 29,0 m / 2 gest. | ?    |
| 3     | AUT  | Hans Greußing                    | Skiklub Innsbruck | 26,0 m / 2 gest. | ?    |
| 4     | AUT  | Franz Janis                      | WSV Bad Aussee    | ?                | ?    |

Datum: 2. Februar 1914 nachmittags
Sprunganlage: Schattbergschanze
Teilnehmer: ?

### Zusammengesetzter Lauf
| Platz | Land | Sportler           | Verein                     | Note  |
| ----- | ---- | ------------------ | -------------------------- | ----- |
| 1     | USA  | Oliver Perry-Smith | SC Reifträger Schreiberhau | ?     |
| 2     | SUI  | Ernst Bächtold     | Skiclub Davos              | 2,265 |
| 3     | GER  | Johann Schult      | SC Schliersee              | ?     |
| 4     | AUT  | Franz Buchberger   | Rübezahl Rennerbauden      | ?     |
| 5     | AUT  | Hans Rucker        | Ö.W.S.C. Wien              | ?     |
| 6     |      | Fäustl             |                            | ?     |
| 7     | AUT  | Paul Rotter        | DEHG Prag                  | ?     |

Datum: 1. und 2. Februar 1914
Der Deutschböhme Franz Buchberger erhielt den Ehrenpreis für den "besten Österreicher".

## Junioren-Wettbewerbe

### Langlauf Juniorenklasse
| Platz | Land | Sportler     | Verein            | Zeit  | Note |
| ----- | ---- | ------------ | ----------------- | ----- | ---- |
| 1     | AUT  | Stüger       | WSV Bad Aussee    | 54,54 | ?    |
| 2     | AUT  | Robert Lezuo | Skiklub Innsbruck | 55,05 | ?    |
| 3     | GER  | Abel         | A.S.C. München    | 56,07 | ?    |

Datum: 1. Februar 1914
Streckenlänge: 10 km
Teilnehmer: 92

### Sprunglauf Junioren
| Platz | Land | Sportler | Verein         | Weite            | Note |
| ----- | ---- | -------- | -------------- | ---------------- | ---- |
| 1     | AUT  | Stüger   | WSV Bad Aussee | 22,0 m / 2 gest. | ?    |
| 2     | AUT  | Spieß    | SC Arlberg     | 23,0 m / 2 gest. | ?    |
| 3     | GER  | Abel     | A.S.C. München | ?                | ?    |

Datum: 2. Februar 1914; Startzeit: 10:30 Uhr
Sprunganlage: Schattbergschanze
Teilnehmer:
Die Leistungen der Jungmannen bis 20 Jahre wurde mit Ausnahme des Siegers im Allgemeinen eher mäßig eingeschätzt.